# Tarot Sport
Albums de Fuck Buttons
Street Horrrsing
(2008) Slow Focus
(2013)
Singles
1. Surf Solar
Sortie : 2009
2. Olympians
Sortie : 12 avril 2010

Tarot Sport est le deuxième album du groupe britannique experimental Fuck Buttons, sorti en 2009 sur le label ATP Recordings.

## Historique

### Création
Tarot Sport est précédé par la sortie du premier titre de l'album, Surf Solar, sous forme d'un single promotionnel en 2009. L'album est publié par ATP Recordings le 14 octobre 2009.
Un deuxième single, Olympians, est édité le 12 avril 2010.
Le 27 juillet 2012, les titres Surf Solar et Olympians sont utilisés séparément lors de la Cérémonie d'ouverture des Jeux olympiques d'été de 2012.

### Réception
Lors de sa sortie, Tarot Sport reçoit un excellent succès critique . Sur Metacritic, qui attribue une moyenne pondérée sur 100 à certaines critiques, l'album reçoit un score de 84, sur la base de 21 critiques, indiquant un avis « universellement favorable ».
À la fin 2009, de nombreuses publications classent Tarot Sport parmi leur choix des meilleurs disques de l'année, dont :
- 1er :- Urban75
- 3e : Gigwise
- 5e : Drowned in Sound
- 8e : Mojo
- 8e : NME
- 11e : Pitchfork[13]
- 11e : Resident Advisor
- 21e : Rhapsody
- 30e : Q

## Fiche technique

### Pistes
Toutes les pistes sont écrites et composées par Andrew Hung et Benjamin John Power (Fuck Buttons).
| 1.            | Surf Solar                                                                           | 10:34 |
| 2.            | Rough Steez                                                                          | 4:44  |
| 3.            | The Lisbon Maru                                                                      | 9:19  |
| 4.            | Olympians                                                                            | 10:54 |
| 5.            | Phantom Limb                                                                         | 4:49  |
| 6.            | Space Mountain                                                                       | 8:44  |
| 7.            | Flight of the Feathered Serpent                                                      | 9:31  |
| 8.            | Surf Solar (7" Edit) (édition japonaise uniquement)                                  | 3:44  |
| 9.            | New Crossbow (édition japonaise uniquement)                                          | 3:58  |
| 10.           | Sweet Love for Planet Earth (Andrew Weatherall Remix) (édition japonaise uniquement) | 8:35  |
| 58:35 / 74:52 |                                                                                      |       |

### Production
- Musique : Fuck Buttons (Andrew Hung et Benjamin John Power)
- Producteur : Andrew Weatherall
- Master : Bob Weston
- Jaquette : Benjamin John Power

### Publication
L'album est publié par ATP Records dans les formats musicaux suivants :
- CD
- 2×LP (avec code pour téléchargement)
- Téléchargement

Les dates de sortie varient suivant les lieux :
- Royaume-Uni : 14 octobre 2009
- États-Unis : 20 octobre 2009
- Japon : 23 décembre 2009 (avec 3 pistes supplémentaires)

### Singles
Certaines pistes de Tarot Sport se retrouvent sur deux singles.
Le premier single, Surf Solar est édité en 2009 par ATP Recordings, avant la sortie de l'album. Il s'agit d'un 7" ou d'un CD contenant deux pistes ; seule la première, Surf Solar, se retrouve sur Tarot Sport, dans une version nettement plus longue. La deuxième, New Crossbow, n'est présente que sur l'édition japonaise de l'album.
| No | Titre                | Durée |
| -- | -------------------- | ----- |
| 1. | Surf Solar (7" Edit) | 3:42  |
| 2. | New Crossbow         | 3:56  |

Le deuxième single, Olympians, est édité le 12 avril 2010, également par ATP Recordings. Il contient la piste Olympians, son remix par J. Spaceman (en) et un remix de Rough Steez par Alan Vega.
| No | Titre                                        | Durée |
| -- | -------------------------------------------- | ----- |
| 1. | Olympians                                    | 10:54 |
| 2. | Olympians (Spaceman vs. The Olympians Remix) | 5:51  |
| 3. | Rough Steez (White Hot Heat Remix)           | 4:54  |